# Гороховецкий судостроительный завод
Гороховецкий судостроительный завод (судостроительный завод № 343, п/я В-8975, ОАО «Гороховецкий судостроительный завод») — Судостроительное предприятие города Гороховец (Владимирской области), в котором строились буксиры, рыбопромысловые и сухогрузные суда «река-море», суда вспомогательного флота ВМФ, а также баржи различных типов. В настоящее время не действует,.

## История

#### Дореволюционный период
Гороховецкий судостроительный завод основан  в 1902 году предпринимателем Иваном Александровичем Шориным. Будучи выходцем из семьи крестьян-старообрядцев деревни Выезд Гороховецкого уезда, И.А. Шорин с 17 лет занимался отхожим промыслом, прошел путь от рядового рабочего на винокуренных заводах до мастера в "Строительной конторе инженера А.В. Бари" и руководителя железнодорожных мастерских Владикавказской железной дороги на станции Тихорецкая. В 42 года вернувшись в Гороховец, имел опыт организаторской работы, небольшой капитал и связи со «Строительной конторой А.В. Бари» в Москве.

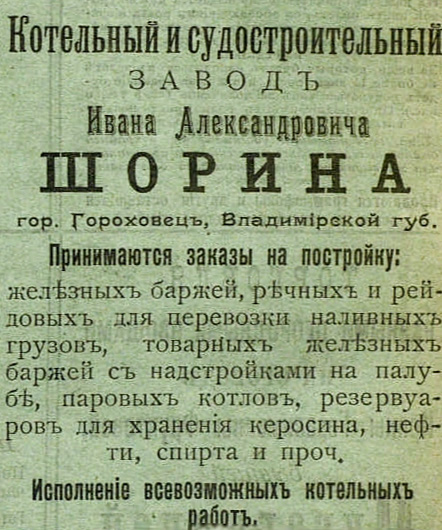
реклама завода И.А. Шорина во Владимирском календаре 1908 г.

С первых же лет завод специализировался на постройке металлических наливных и товарных, как речных, так и рейдовых, барж для Волго-Каспийского бассейна. Также производились резервуары для нефтепродуктов, металлоконструкции для плотин и шлюзов, металлические стропила и фермы, сельхозмашины и орудия.
И.А. Шорин постоянно расширял и совершенствовал производство, строил цеха, закупал машины и станки. В 1905 году он приобрел у гороховецкого промышленника, купца С.И. Семенычева постройки и оборудование принадлежавшего тому судостроительного завода, также располагавшегося в Гороховце и выпускавшего буксирные пароходы и котлы для них.
В 1907 году по заказу и эскизному проекту председателя Нижегородского биржевого комитета Д.В. Сироткина, на Котельном и судостроительном заводе И.А. Шорина была построена крупнейшая на тот момент в мире речная нефтеналивная баржа «Марфа Посадница», имевшая помимо уникальных размеров и грузоподъёмности, новые прогрессивные обводы корпуса.  Рабочий проект судна был разработан конструкторским бюро завода под руководством старшего сына Ивана Александровича - М.И. Шорина, который с 22 октября 1902 года был Заведующим заводом и руководил всей технической и коммерческой деятельностью. Строительство «Марфы Посадницы» сделало судоверфь знаменитой и положило начало перевороту в волжском наливном судостроении, заключавшемуся в снижении числа вновь строящихся барж при стремительном росте грузоподъемности наливного флота. Заводом Шорина было построено около 15 барж подобного типа грузоподъемностью от 300 до 600 тысяч пудов.  Баржи по образцу «Марфы Посадницы» с 1908 года стали массово строиться по заказам крупных нефтеперевозчиков и на других волжских верфях. 
В начале XX века завод состоял из нескольких небольших деревянных цехов, многие работы проводились под навесами или под открытым небом, баржи закладывались на временных деревянных стапелях-клетях недалеко от уреза воды и снимались с них весенним паводком, затем достраивались на плаву. В 1904 г. на заводе был установлен двигатель системы «Болиндер», 2 токарных и 2 сверлильных станка, станок для штамповки заклепок. В 1908 году установлен второй, затем и третий двигатель, токарные станки, кромкострогательный станок, комбинированные ножи, трехвальковые вальцы и др. Помимо судостроительных заказов в период 1911—1914 годов изготавливались и монтировались конструкции и механизмы плотин и шлюзов на реке Северский Донец, устанавливались металлические шлюзы взамен деревянных на Мариинской системе по реки Шексна. Развитие производства вызвало процесс возвращения в Гороховецкий уезд рабочих-отходников и их семей, население города в период 1897—1914 годов возросло с 2297 до 5415 человек. В 1911-12 годах на заводе работало, вместе с сезонными, около 1000 рабочих.

#### 1918—1941 годы
8 апреля 1918 года, в возрасте 58 лет, умер основатель и хозяин завода Иван Александрович Шорин. В похоронах участвовал весь город и уезд, гроб несли более 4 км на руках от его дома в с. Красном до старообрядческого кладбища деревни Выезд, откуда он был родом. После смерти отца Михаил Иванович Шорин отказался от вступления во владение заводом. Но, при одобрении заводского рабочего комитета, он остался во его главе.  Осенью 1918 г. завод был национализирован. М.И. Шорин проработал на заводе до 1928 года в должности директора, затем технического директора.
1918 год оказался решающим в судьбе завода. Первоначально ВСНХ принял решение законсервировать производство, однако, благодаря посланной делегации рабочих вопрос о возобновлении работы был решен положительно.
С 1919 года положение начало медленно улучшаться выпускались отстойники для воды, сатураторы и водоочистители. В декабре 1923 году на заводе работало 85 человек, начали сооружаться траверсы для строящейся высоковольтной линии Нижегородской ГРЭС.
В 1924 году завод включен в первую советскую программу судостроения, началась реконструкция, построены разметочная, кузница, лесопилка, пополнено оборудование. Количество рабочих возросло до 431 чел. Судостроение возобновилось с 1925 года. В 1930-31 годы построены деревообделочный, заготовительный цеха, силовая станция, до 1932 г. строилась серия из 30 буксирных теплоходов 150НР для Московско-Окского, Вого-Камского пароходств и Аму-Дарьи. В 1932 году началась электрификация и постепенный переход от клепаных конструкций к сварным. Программа 1934 года, предусматривающая постройку судов 5 различных типов, буксирных пароходов 300 л. с., нефтеналивных барж, сухогрузных барж г/п 150 тонн и 2-х проектов землеотвозных шаланд, была превышена на 13,3 %, в 1936 году со стапелей сошел первенец буксирного флота канала им. Москвы паровой буксир «Алексей Стаханов».

#### 1941—1945 годы
Во время Великой Отечественной войны завод получил номер № 343 и перешел на выпуск оборонной продукции. В 1942 году началась постройка десантных мотоботов проекта 165 Горьковского ЦКБ-51. Всего за годы войны выпущено 178 мотоботов, которые, кроме перевозки десанта, применялись также для траления, противовоздушной обороны и в качестве базы для установки артиллерийских систем.. Одновременно выпускались предметы обихода и сельхозинвентарь потребность в котором возросла в связи с массовой эвакуацией.
Около 600 рабочих завода были призваны в армию, 143 из них погибло, Беседину А. В. присвоено звание Героя Советского Союза.
Один из мотоботов гороховецкой постройки, погибший в бою во время войны, был поднят со дна Керченского пролива и после восстановления на заводе «Залив», 3 ноября 1978 г. установлен на пьедестал на месте высадки Эльтигенского десанта, в районе Героевское.

#### Послевоенное время
В 1947 г. на Всесоюзном Соцсоревновании завод вышел на одно из первых мест по Министерству Транспортного Машиностроения и в 1948 году получил переходящее Красное знамя ВЦСПС и Министерства.
В 1948 году началась коренная реконструкция, завод стал переориентироваться на выпуск самоходных судов. При постройке барж стал широко применяться секционный метод сборки с поточным изготовления секций, к 1951 году по отношению к 1948 году выпуск барж возрос в 3,8 раза, средний цикл постройки сократился с 115 до 23 дней, внедряется автоматическая и полуавтоматическая сварка.
В 1950 году построен новый корпусной цех, в 1951 г. плаз и цех обработки стали, весной 1952 года к заводу подведена железнодорожная ветка от станции «Гороховец», территория предприятия расширялась в восточном направлении, площадка формировалась методом гидронамыва, бутовый камень доставлялся баржами, в 1953 году запущены деревообрабатывающий и кислородный цеха, 1956 г. блок механо-корпусных цехов, в 1963 году куплен дебаркадер с монтажным цехом, в 1964 построен блок механо-монтажных цехов, в 1965 году установлены два козловых стапельных крана К-451М грузоподъемностью по 55 тонн, это позволило строить суда крупноблочным методом, в 1968 началось строительство центрального склада и модернизированного спускового устройства для бокового спуска.
Все цеха полностью оснащались необходимыми конторскими, складскими и санитарно-бытовыми помещениями.
В 1960-х завод перешел от постройки барж к строительству сухогрузных судов «река-море» типа «Балтийский», также строились морские танкеры грузоподъемностью 500 т., водоумягчительные суда, рыбопромысловые суда для Каспия, водолазные боты и суда размагничивания для ВМФ.
В 1971 году начат выпуск морских портовых буксиров-кантовщиков проекта 498 и 04983 с высоким уровнем автоматизации. Вклад завода в оснащение портового буксирного флота страны был наиболее значителен, с 1975 года, после завершения строительства буксиров Петрозаводом, Гороховецкий ССЗ стал единственным предприятием, осуществлявшим поточный выпуск судов данного типа (до 1995 года построено около 190 буксиров).
Из товаров народного потребления выпускались газовые котлы КС-ТГ-16, мебель, газовые баллоны, ручные насосы Гарда и др.

#### Социальная сфера
В 1949—1951 годах строится новая улица «Заводская» (ныне ул. Мира) состоящая из десяти 2-этажных домов, на балансе завода содержатся 2 детсада на 250 детей. В 1954 г. при заводе организован филиал Сормовского машиностроительного техникума. В 1962 году на базе завода организовано профессионально-техническое училище ПТУ-24, обучающее по специальностям судомонтажник, столяр и судоремонтник (в 2001 г. техникум и ПТУ объединены и преобразованы в Гороховецкий промышленно-гуманитарный колледж).В 1966-87 строится 10 пятиэтажных домов в поселке судостроителей с полной инфраструктурой (магазины, аптеки, общежитиями), внутри завода построена столовая на 530 мест с диетическим залом, оборудован загородный детский пионерский лагерь «Чайка» на 500 мест. Также завод имел свой клуб, стадион, спортзал, 2 спортивных корта с бытовками, детский спортклуб «Волна», художественную и техническую библиотеки.

#### Свёртывание производства

Баржа завода, проект 458

В связи с общим кризисом в стране объёмы производства стали постепенно падать с конца 1980-х. В 1993 году предприятие, несмотря на кризис и долг заказчиков в сумме около 0,5 млрд руб, работало, продолжался выпуск продукции и строительство многоквартирных жилых домов на 150 и 130 квартир в прилегающем районе города, были заключены договора о строительстве в будущем большой серии малых универсальных рыболовных судов.
В 1994 году Главное управление кораблестроения ВМФ РФ прекратило финансирование строительства судов размагничивания проекта 17994. В этот период на заводе строилось два таких судна, составлявших около 50 % общего объёма производства. Несмотря на плановые сроки сдачи в 1992 г. (зак. 514) и 1993 г. (зак. 515), их изготовление задерживалось в связи с кризисом и недофинансированием. Из-за отвлечения средств на содержание недостроенных судов и невозможности высвобождения мест под постройку гражданской продукции, убытки завода резко возросли.
В 1995 году, Актом федерального управления по делам о несостоятельности (банкротстве) № 690 от 20.01.95 года, завод признан неплатежеспособным и имеющим неудовлетворительную структуру баланса. Несмотря на введенное внешнее управление, убытки продолжали расти, к началу 1996 года задолженность в госбюджет составила 2,8 млрд руб, задолженность по заработной плате 2,2 млрд руб., выпуск судов полностью прекратился, численность работающих сократилась в 3 раза, около 750 работников безуспешно пытались получить невыплаченную заработную плату в судебном порядке. Депутатские запросы о помощи в решении проблем к Председателю Правительства РФ В. С. Черномырдину и Гособоронпрому РФ (В. К. Глухих), направленные через депутатов Е. В. Бученкова, И. П. Рыбкина и О. Сосковец, остались без ответа. Социальная напряженность в Гороховце и Гороховецком районе резко возросла, уровень безработицы, достигший 12,2 %, вышел на первое место по Владимирской области. 31 мая и 5 июня 1996 года, в ходе акций протеста, рабочие завода на несколько часов перекрывали движение на трассе М7 «Волга», в результате губернатором Владимирской области были выделены 500 млн рублей, ушедшие, после вычета подоходного налога, на погашение долгов по зарплатам.
К началу 1997 года, по результатам арбитражного управления, проблемы усугубились. Кредиторская задолженность возросла в 2 раза, численность работающих уменьшилась до 624 человек, вопросы с недостроенными судами проекта 17994, один из которых был заморожен на стадии 78,5 %, другой на 51,4 % готовности, так и не были решены, завод выполнял мелкие заказы не судостроительного характера. Арбитражный суд Владимирской области пришел к выводу о невозможности восстановления завода, как полноценного участника экономических отношений. Внешнее управление, не заинтересованное в восстановлении производства, начало продажу наиболее ценного оборудования по бросовым ценам, приближая завод к точке невозврата.
В 2005 году работало около 400 чел., инфраструктура предприятия ещё сохранялась. В настоящее время оборудование в распродано, большинство здании находятся в разрушенном и разграбленном состоянии, в некоторых цехах работают мелкие коммерческие производства.

## Продукция
| Годы производства | Проект                  | Тип                                          | Построено шт. | Примечания                                                                                         |
| ----------------- | ----------------------- | -------------------------------------------- | ------------- | -------------------------------------------------------------------------------------------------- |
| 1903              | -                       | Наливная баржа                               | 1             | Для транспортировки керосина, длиной 107 м, грузоподъемностью 2830 т.                              |
| 1907-1912         | «Марфа Посадница»       | Наливная баржа                               | 5             | Нефтеналивные баржи длиной 154 м, грузоподъёмностью 8700-9830 т.                                   |
| 1913              | -                       | Баржа / дебаркадер                           | 1             | Баржа-больница со всем медицинским и санитарным оборудованием для Астраханского 12- футового рейда |
| 1903-1917         |                         | Наливные и товарные баржи, всего             | более 70      | Суммарная грузоподъемность более 10 млн. пудов / 164 000 т.                                        |
| 1910-1912         |                         | Пароходы и теплоходы, всего                  | 7             | 4 буксирных парохода, 1 теплоход, 2 пассажирских теплохода типа "финляндчик"                       |
| 1931              | «Радист»                | Буксирный колесный пароход 280 л. с.         | -             | -                                                                                                  |
| 1930-е            | «Литейщик»              | Буксирный колесный пароход 180 л. с.         | -             | -                                                                                                  |
| 1937-193х         | «Алексей Стаханов»      | Буксирный колесный пароход 300 л. с.         | -             | -                                                                                                  |
| 1942-1945         | 165                     | Десантный мотобот                            | 178           | -                                                                                                  |
| 1947-1960         | 458                     | Баржа                                        | более 100     | Нефтеналивная баржа грузоподъемностью 2000 т.                                                      |
| 1962-1968         | 781, 781Э, «Балтийский» | Сухогрузный теплоход «река-море»             | 24            | -                                                                                                  |
| 1964              | 1814                    | Водоумягчительное судно                      | 2             | -                                                                                                  |
| 1969-1971         | 1375, «Днепр»           | Рыбопромысловое и рыбоперерабатывающее судно | 10            | Для Каспийского рыбопромыслового флота                                                             |
| 1970-1982         | 535, «Краб»             | Водолазное судно                             | 20            | -                                                                                                  |
| 1971-1983         | 498, «Сатурн»           | Морской портовый буксир-кантовщик            | 117           | Производство переведено с «Петрозавода»                                                            |
| 1972-1976         | 1745                    | Баржа                                        | 11            | Трюмная баржа-цементовоз грузоподъемностью 3800-4500 тонн.                                         |
| 1983-1995         | 1799, «Глобус»          | Судно размагничивания                        | -             | Заказ ВМФ                                                                                          |
| 1983-2004         | 04983, «Антон Мазин»    | Морской портовый буксир-кантовщик            | 73            | -                                                                                                  |